# Conchoderma virgatum
Conchoderma virgatum är en kräftdjursart som först beskrevs av Lorenz Spengler 1790.  Conchoderma virgatum ingår i släktet Conchoderma och familjen Lepadidae. Det är osäkert om arten förekommer i Sverige. Inga underarter finns listade i Catalogue of Life.